# Station Higashi-Hagoromo
 Station Higashi-Hagoromo  (東羽衣駅,  Higashi-Hagoromo-eki) is een spoorwegstation in de Japanse stad Takaishi, gelegen in de prefectuur Ōsaka. Het wordt aangedaan door de Hagoromo-lijn, een aftakking van de Hanwa-lijn. Het station heeft twee sporen, gelegen aan een enkel eilandperron. 

Het station bevindt zich naast het station Hagoromo, beheerd door Nankai. Beide station worden echter als een apart station gezien, wat de verschillende namen verklaard.

## Treindienst

### JR West
| 1,2 | ■ Hagoromo-lijn | richting Ōtori |

## Geschiedenis
Het station werd in 1929 geopend als Hanwa-Hamadera. In 1940 werd de naam veranderd in  Yamate-Hagoromo en in 1944 kreeg het de huidige naam. In 1974 werd het station verhoogd tot boven het maaiveld.

## Stationsomgeving
- Station Hagoromo aan de Nankai-lijn en de Takashinohama-lijn
- Hamadera-park
- Internationaal jeugdhostel Ōsaka
- Internationale Universiteit Hagoromo
- Daily Yamazaki